# Lluís Masferrer i Vila
Lluís Masferrer i Vila   (Sant Vicenç de Torelló, 9 de juliol de 1912 - Barbastre, 15 d'agost de 1936) fou un religiós claretià. És venerat com a beat per l'Església Catòlica.
Va iniciar els seus estudis a Cervera. Després passà pel seminari de Vic i Solsona. Va ser ordenat sacerdot el 19 d'abril de 1936 per Salvi Huix, bisbe de Lleida. A l'inici de la Guerra civil espanyola, fou executat, juntament amb els seus companys de comunitat, per milicians anarquistes.
El 25 d'octubre de 1992 fou beatificat pel Papa Joan Pau II.: